# Sigismund Báthory

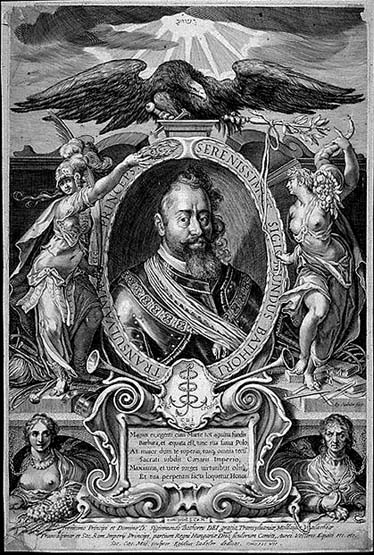
Sigismund Báthory, Fürst von Siebenbürgen

Sigismund Báthory (ungarisch Báthory Zsigmond; * 1572; † 27. März 1613 in Prag) war 1581 bis 1598 Fürst von Siebenbürgen, tauschte mit dem Erzhaus Österreich das Land gegen die schlesischen Fürstentümer Oppeln und Ratibor, erhielt am 11. Februar 1604 als Fürst und Herzog von Oppeln und Ratibor das Inkolat in Böhmen, war ab 26. Februar 1604 Angehöriger des böhmischen Herrenstandes und Ritter des Ordens vom Goldenen Vlies.

## Leben
Sigismund Báthory war der Neffe von Stephan Báthory und der Sohn und Nachfolger von Christoph Báthory.
Noch zu Lebenszeiten seines Vaters wurde er zum Fürsten gewählt. Da er beim Tod seines Vaters minderjährig war, wurde er durch eine Regentschaft vertreten. 1588, mit 16 Jahren erlangte er seine Volljährigkeit und trat dem Bund der christlichen Würdenträger gegen die Herrschaft der türkisch-muslimischen Osmanen bei. Die Gefahr eines solchen politischen Kurses erregte Bedenken und die Ständeversammlung von Torda verlangte eine Erneuerung des Krönungseids. Als er das Ablegen des Eids ablehnte, drohten ihm die Mitglieder der Versammlung mit Absetzung. Schließlich soll er die Oberhand über seine Gegner gewonnen haben und soll 1595 alle, derer er habhaft wurde, hinrichten lassen. Báthory hatte die militärische Begabung seines Onkels geerbt und seine Siege über die Türken und ihre Hilfsvölker, gefördert durch die Steuer der Reichstürkenhilfe, versetzten das damalige Europa in Erstaunen. Im Jahr 1595 unterwarf er das Fürstentum Walachei und trieb am 25. Oktober des gleichen Jahres die Armee von Koca Sinan Pascha bei Giurgevo in die Flucht.
Ein Wendepunkt seines Lebens war die Trennung von seiner Frau, der Erzherzogin Maria Christina von Österreich im Jahr 1599, gefolgt von seiner eigenen Abdankung im gleichen Jahr. Bei dieser Gelegenheit tauschte er Siebenbürgen mit Kaiser Rudolf II. gegen das schlesische Herzogtum Oppeln und das schlesische Herzogtum Ratibor. Am 30. März 1599 erhielt die Grundherrschaft über Siebenbürgen sein Verwandter Andreas Báthory, der Mihai Viteazul (Michael der Tapfere), dem Woiwoden des Fürstentum Walachei, am 18. Oktober 1599 in Schellenberg bei Hermannstadt unterlag und ermordet wurde.
Im Jahr 1600 versuchte Sigismund Báthory wiederum, mit einer aus Polen und Kosaken bestehenden Armee Siebenbürgen und den Fürstentitel wiederzuerlangen, wurde aber von Mihai Viteazul bei Suceava in die Flucht geschlagen. Im Februar 1601 setzte die Ständeversammlung von Klausenburg ihn wieder in sein Amt ein. Abermals wurde er von Mihai in die Flucht geschlagen, kehrte nicht mehr zurück und starb 1613 in Prag.